# Castello di Sokolov
Il castello di Sokolov (in ceco Zámek Sokolov) si trova nell'omonimo, comune nel Distretto di Sokolov, Regione di Karlovy Vary in Repubblica Ceca. Il castello neoclassico forma un complesso che è considerato un monumento culturale nazionale. Costruito nelle forme che ci sono pervenute nel XVII secolo, è una delle poche strutture di questo tipo, con caratteristiche torri angolari. Si tratta di un edificio unico nella regione ed è utilizzato come sede del museo minerario regionale.

## Storia

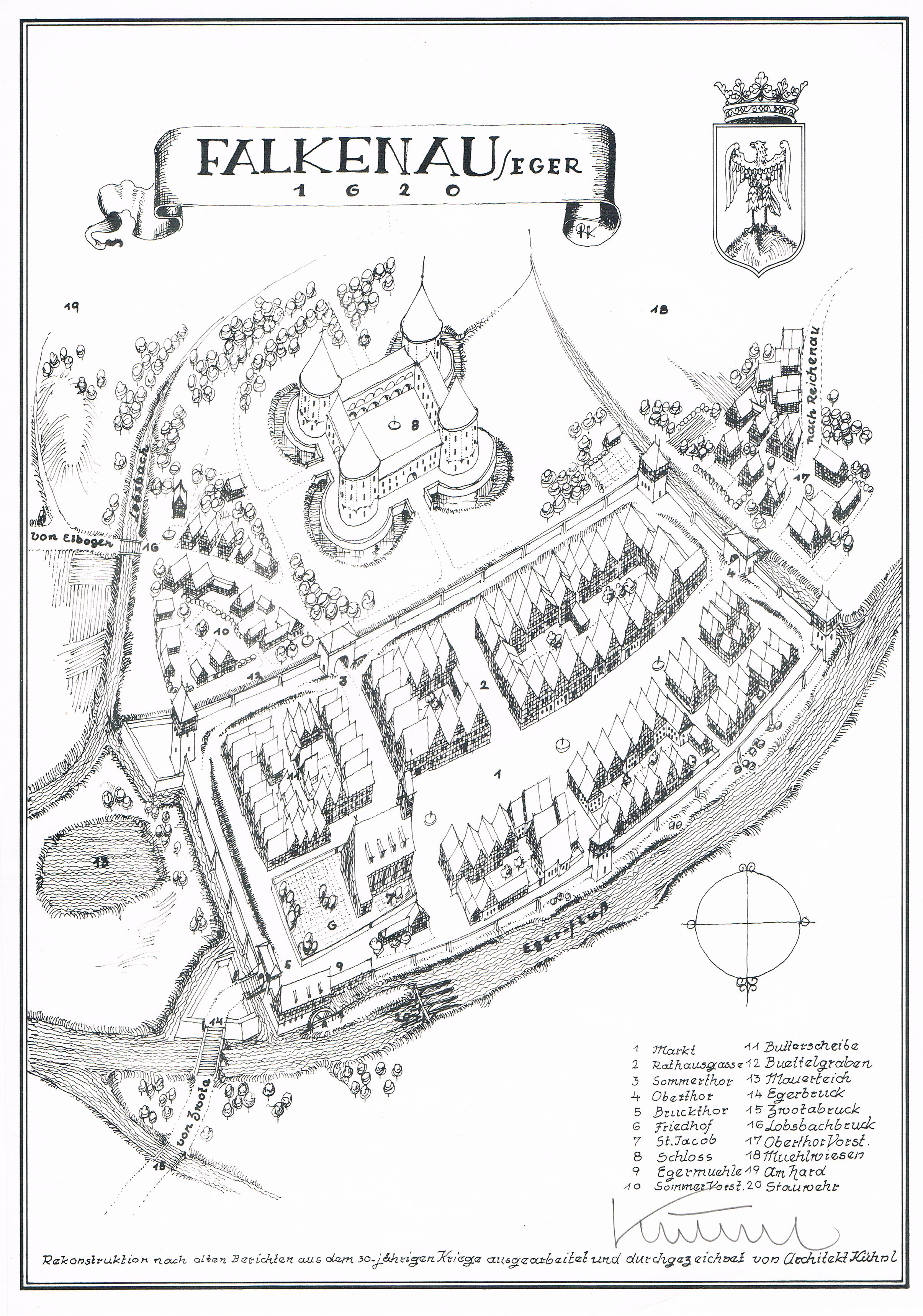
Stampa risalente al 1620 con raffigurazione del castello

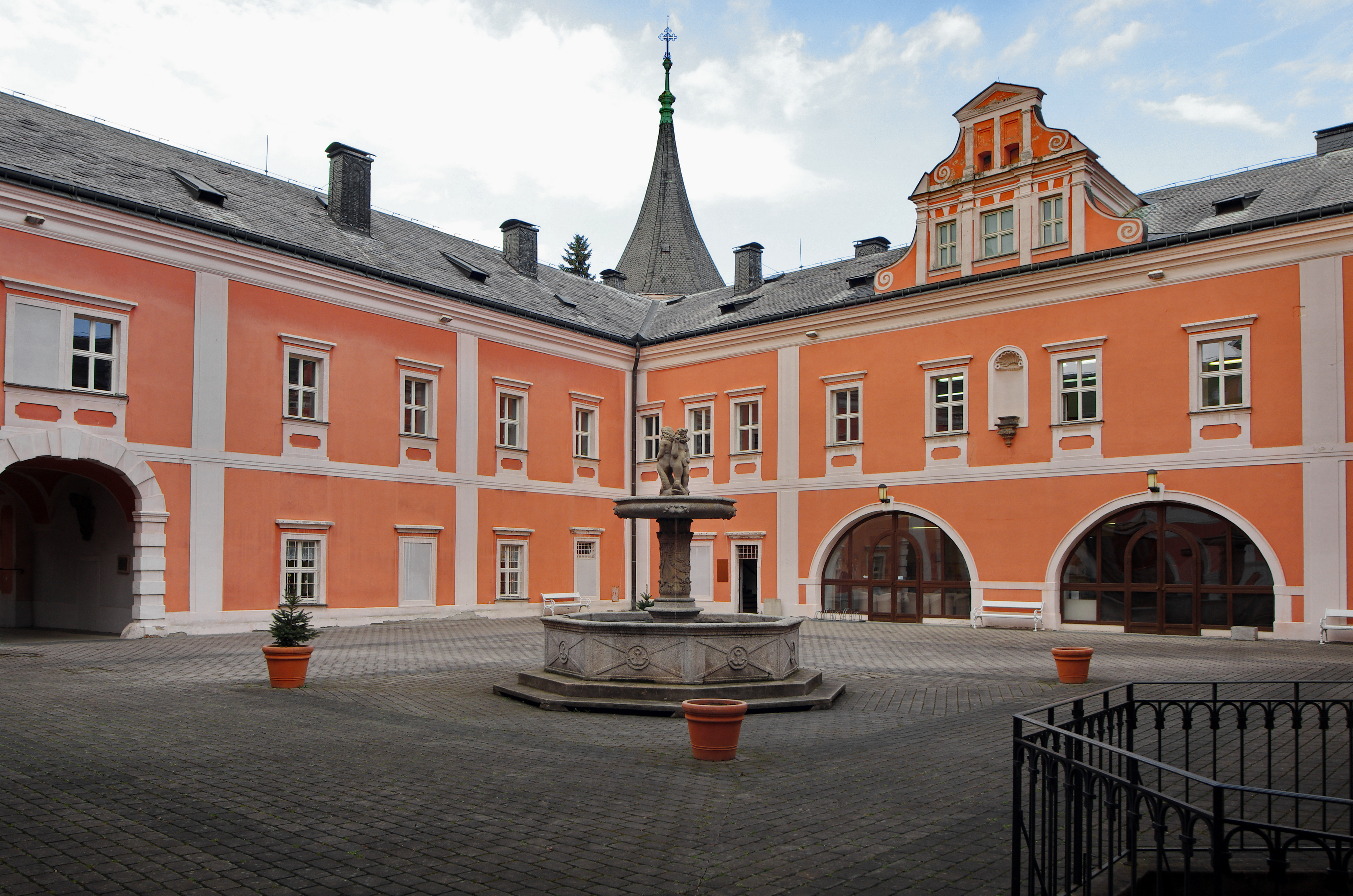
Castello di Sokolov. Cortile interno con grande fontana

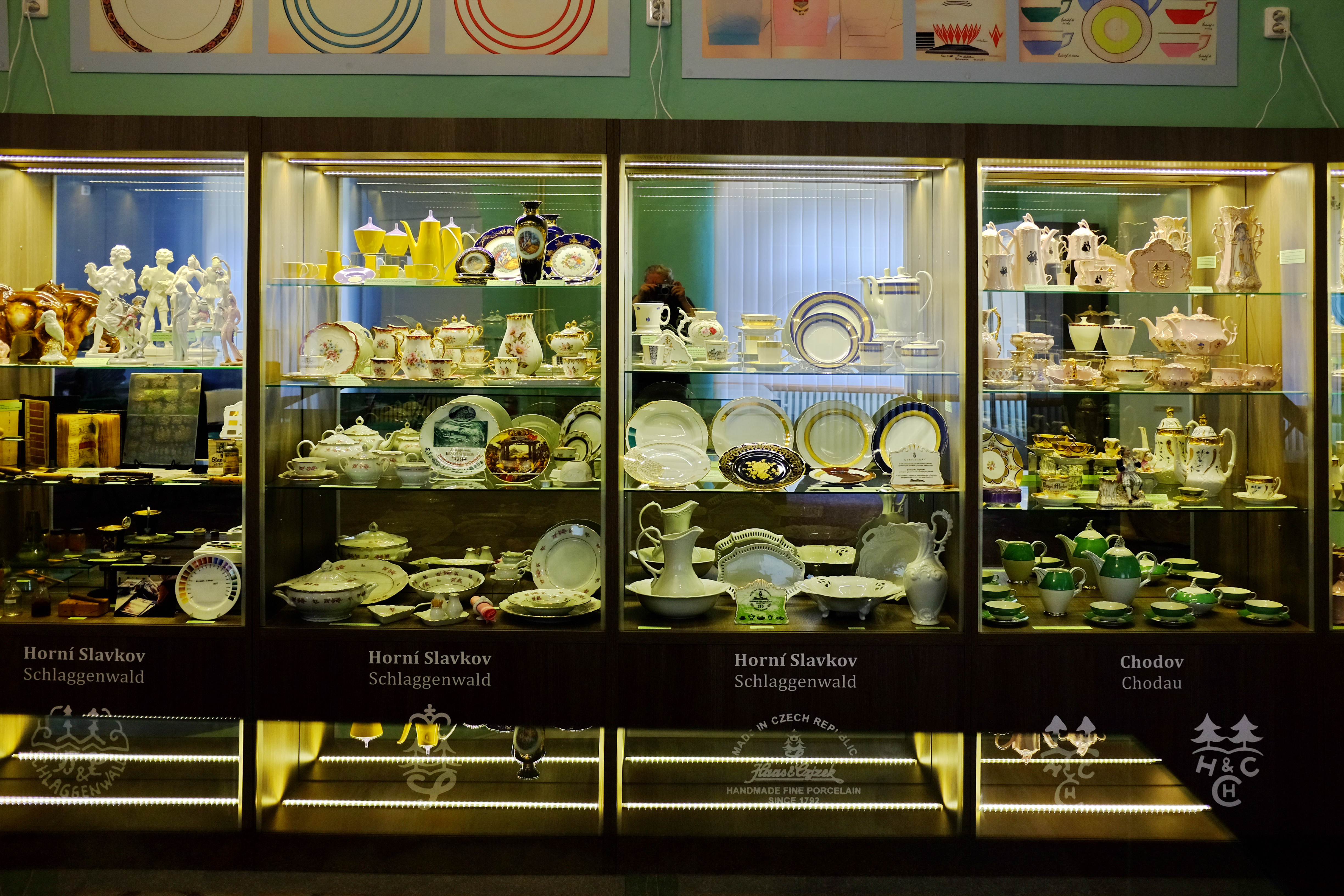
Museo nel castello di Sokolov, sala con esposizione di porcellane

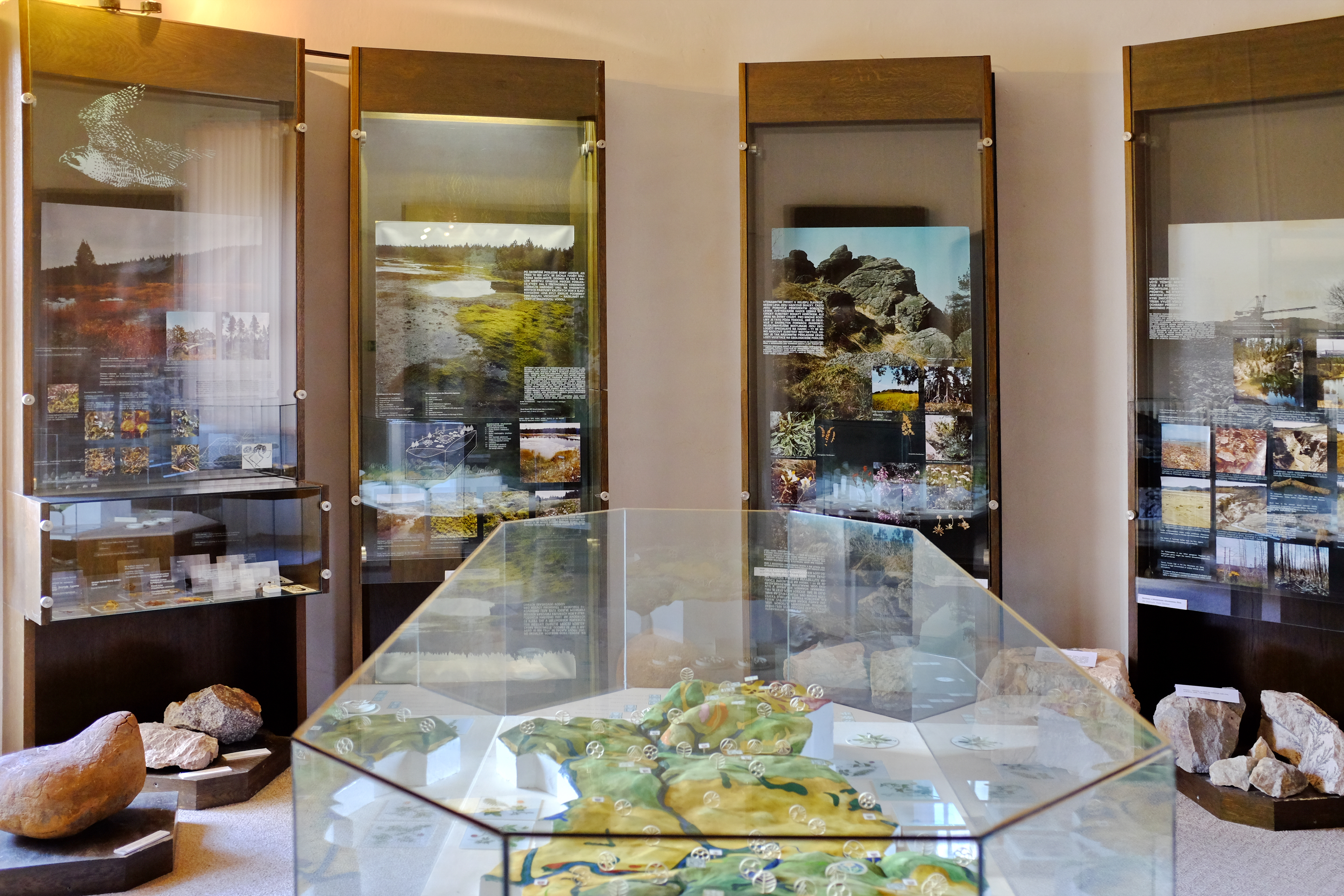
Museo nel castello di Sokolov, sala dedicata alla geologia

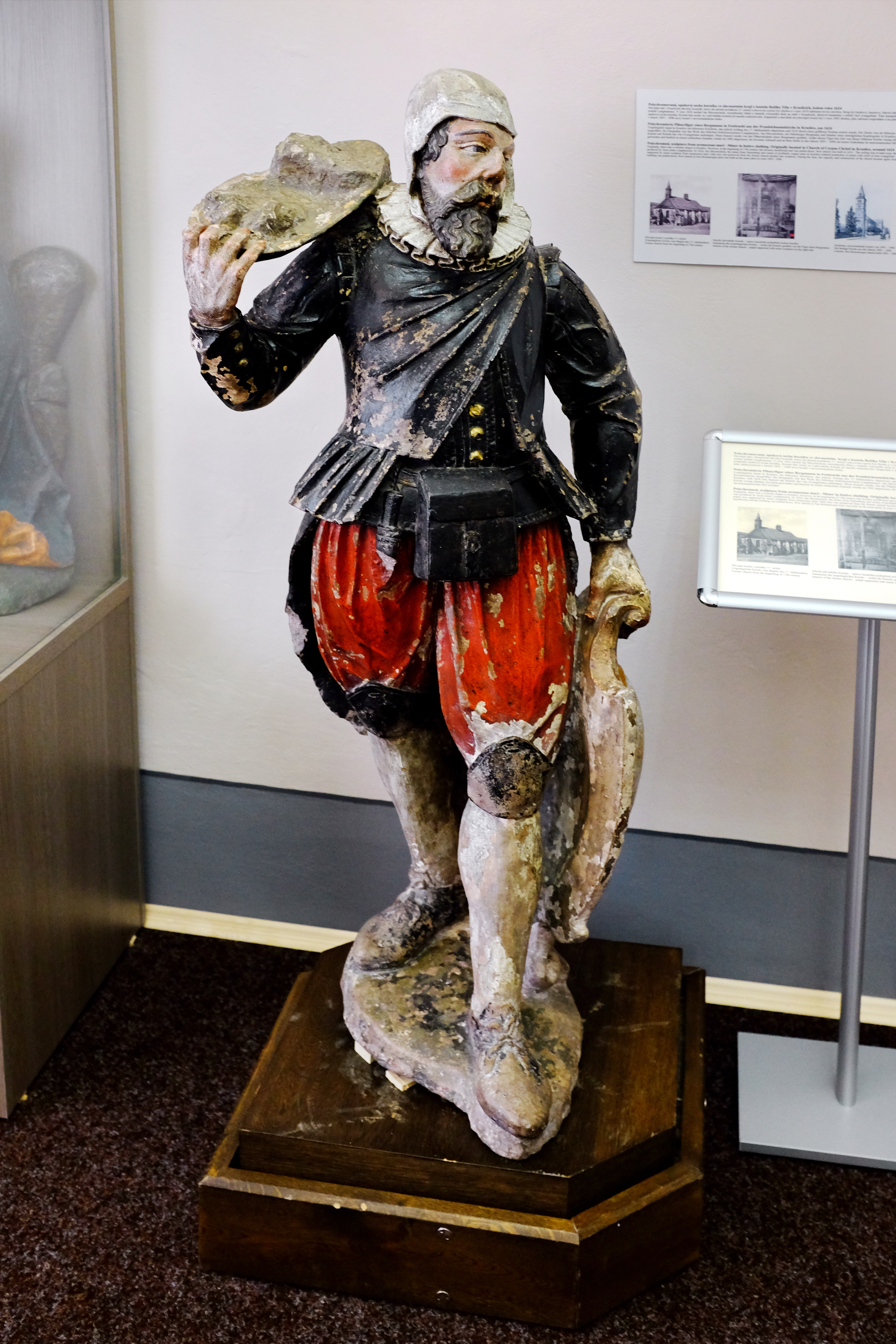
Museo nel castello di Sokolov, statua in marna policroma raffigurante un minatore in costume festivo, risalente al 1624 circa e proveniente dalla chiesa del Corpus Domini a Kraslice, demolita

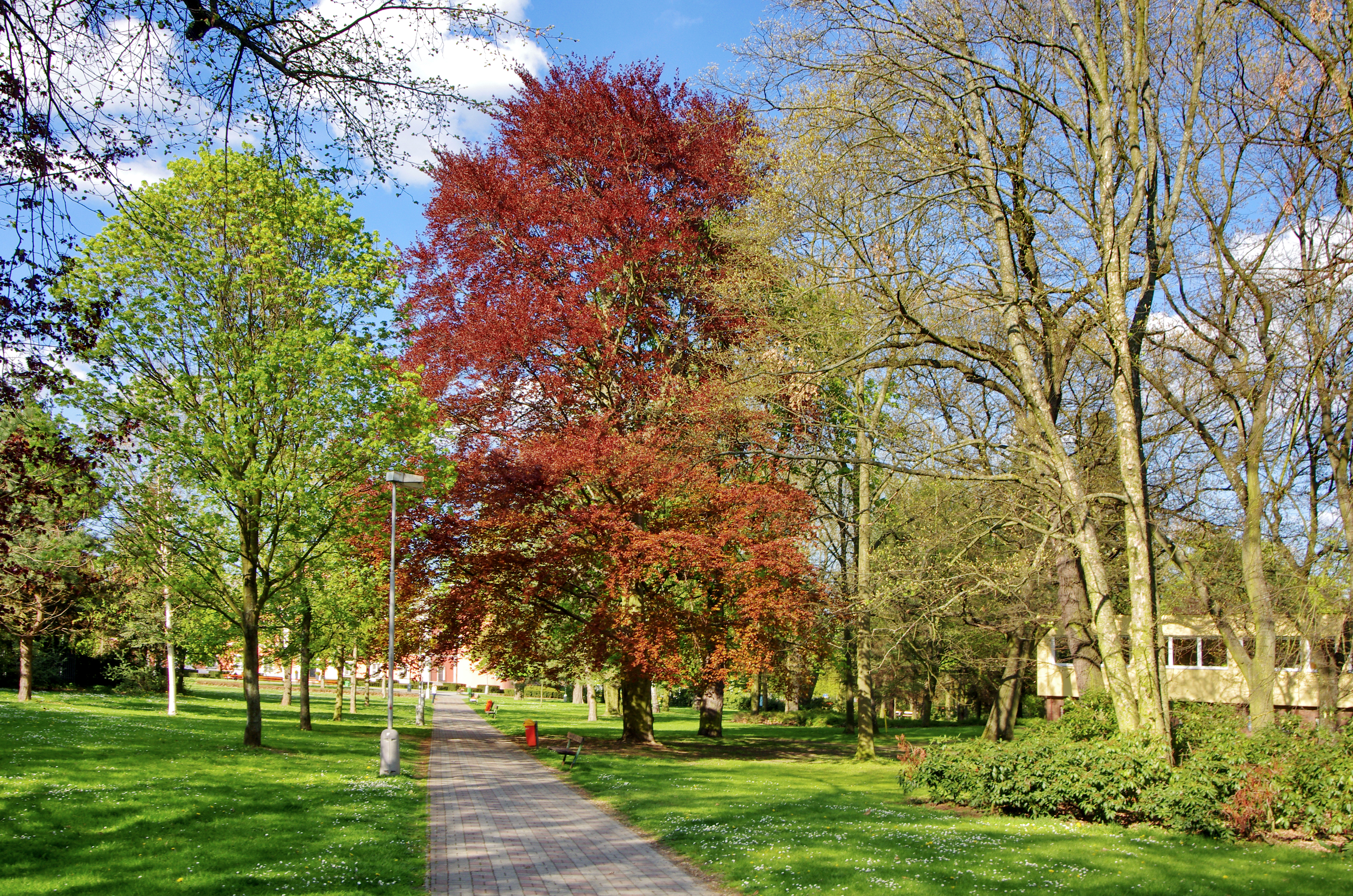
Parte del parco

Il sito di Sokolov viene menzionato per la prima volta per iscritto il 13 aprile 1279. All'epoca al posto del castello che ci è pervenuto sorgeva una fortezza medievale circolare con un palazzo residenziale. Era formata da un muro perimetrale circolare che circondava un palazzo residenziale a pianta rettangolare. I proprietari di allora, i Nothaft, vendettero la tenuta nel 1339 ai Winklere da loro la proprietà fu ceduta all'amministrazione della Camera reale nel 1366. Le guerre hussite non crearono danni agli edifici e dopo la loro fine la tenuta chiamata Sokolov fu acquistata, nel 1434, da Kašpar Šlik. Intorno al 1480 gli Šlik ricostruirono la fortezza trasformandola in un castello quasi quadrato con quattro torri angolari. Con Wolf Šlik e suo nipote Albín il castello fu ricostruito assumendo le forme rinascimentali, e questo facilità le modifiche che sarebbero state realizzate più tardi. L'ultimo Šlik signore di Sokolov fu Jan Albín che col fratello Jáchym Ondřej, dal 1618, prese parte alla rivolta conto il sovrano. Dopo la sconfitta dei ribelli nella decisiva battaglia della Montagna Bianca, l'8 novembre 1620, Jan Albín Šlik fuggì all'estero e il fratello Jáchym Ondřej fu giustiziato il 21 giugno 1621 nella piazza della città vecchia di Praga. Già nel 1621 il castello con l'intera tenuta fu confiscato agli Šlik e venduto un anno dopo ai Nostic, un'importante famiglia fermamente fedele agli Asburgo. Durante la guerra dei trent'anni svolse un importante compito difensivo per la città. Nel maniero si avvicendarono sia feudatari locali sia imperiali, ospitò truppe della sassonia, della Baviera e anche truppe svedesi che nel 1648 bruciarono la città e danneggiarono il castello. Alla fine di queste ostilità la struttura ne risultò quasi completamente distrutta e il suo proprietario, Jan Hartvik Nostic, la fece ricostruire in forme tardo rinascimentali. La ricostruzione fu effettuata tra gli anni 1659 e 1663. Intorno al 1730 il parco fu modificati secondo il gusto di un giardino alla francese con una ricca decorazione scultorea. Nel 1742, durante la guerra di successione austriaca, il castello fu occupato dai francesi, e durante la guerra dei sette anni, nel 1762, fu saccheggiato dai prussiani. All'inizio del XIX secolo il conte Bedřich Nostic-Rieneck fece restaurare completamente il castello trasformandolo secondo lo stile neoclassico. Nel 1870 furono apportate ulteriori piccole modifiche strutturali e intorno al 1880 vennero sostituite le antiche coperture dei tetti. Nella seconda metà del XX secolo vennero restaurati le facciate e parte degli interni, e in particolare al piano terra fu approntata una grande sala cerimoniale con spazi di rappresentanza per la città. A causa di lavori eseguiti non sempre correttamente fu necessaria un nuovo restauro che si concluse nel 1994. Le facciate del castello vennero ridipinte nel caratteristico colore mattone. Divenne sede di museo già nel 1960, ospitando il museo minerario di Sokolovsk e dal 1986 è stato arricchito anche di una nuova mostra permanente.

## Descrizione
Il castello si trova a Sokolov, comune nella Regione di Karlovy Vary in Repubblica Ceca. Posizionato nel centro della città e vicino alla piazza principale, è costituito da una struttura con quattro ali e quattro torri angolari, un grande cortile interno con fontana al centro, un vasto parco con mura di cinta e vari accessi. Si tratta di un edificio unico nella regione, che ha subito nel tempo molte modifiche. Ad esempio nella cappella gentilizia si è conservato l'arredo barocco ma i soffitti in stucco risalgono alla ricostruzione classicista del 1805. Le sue torri settentrionali sono cilindriche mentre le torri meridionali sono quadrate. Sopra il portale principale è presente lo stemma signorile. Il cortile interno è in parte con portici. Nel parco vi sono alberi di grande importanza, come un grande esemplare di acero argentato con una circonferenza del tronco di quasi 4 metri. Storicamente il complesso del castello comprendeva anche altri edifici come il mercato comunale e un fabbricato agricolo che veniva utilizzato come scuderie. Si conserva l'edificio del casino di caccia del XVIII secolo che è la sede della biblioteca di Sokolov.

### Museo minerario regionale
Il museo è dedicato principalmente all'attività mineraria e nelle industrie correlate. Attivo dal 1960, nel 1982 fu trasformato e dal 1986 ospita anche una nuova mostra permanente. Le varie sale espongono inoltre reperti legati alle attività locali e viene illustrata la prima produzione industriale del vetro, la produzione regionale di porcellana, opere d'arte storiche regionali come dipinti e sculture in legno, uniformi militari della seconda guerra mondiale e abbigliamento degli internati nel sottocampo di Falkenau, appartenente al campo di concentramento di Flossenbürg. Una parte importante delle mostre racconta la storia della famiglia Nostitz, a lungo proprietaria del castello. Sono allestite anche mostre temporanee.

### Monumento culturale della Repubblica Ceca
La tutela dei monumenti della Repubblica Ceca considera il complesso del castello di Sokolov un monumento culturale nazionale tutelato col numero di catalogo 1000138914.